# Mesh-ki-ang-gasher
Mesh-ki-ang-gasher (2722-2692 v.Chr.), ook Meskiaggasher genoemd, is volgens de Soemerische mythologie een koning en de grondlegger van de eerste dynastie van Uruk. Hij wordt omschreven als de zoon van de zonnegod Utu, die de zoon is van de maangod Nanna. Mesh-ki-ang-gasher was zelf de vader van Enmerkar. 
Waarschijnlijk was hij een usurpator die de machthebber van Uruk van de troon stootte en deze machtsovername legitimeerde met zijn veronderstelde goddelijke afkomst. Tevens zou hij de macht van Uruk hebben uitgebreid door de controle te verwerven over de handelsroutes naar zee en de omringende bergen.
Mesh-ki-ang-gasher zou volgens de legende in zee zijn verdwenen, waarna zijn zoon hem opvolgde.